# Royal League
Royal League - zimowe rozgrywki piłkarskie, w których startowały cztery najlepsze kluby minionego sezonu z trzech lig skandynawskich: ze Szwecji (Allsvenskan), Norwegii (Tippeligaen) oraz Danii (Superligaen).

## Struktura rozgrywek
Drużyny były podzielone na trzy grupy po cztery zespoły, w których grały dwa mecze (mecz i rewanż) z każdym przeciwnikiem.
W sezonie 2004/05 dwa najlepsze zespoły przechodziły do kolejnej rundy, w której rywalizowały w dwóch grupach po trzy zespoły każda, rozgrywając cztery kolejki spotkań. Zwycięzcy grup finałowych spotkały się w meczu finałowym, który wyłonił zwycięzcę Royal League.
W dwóch kolejnych sezonach osiem najlepszych drużyn fazy grupowej utworzyło pary ćwierćfinałowe, rywalizując odtąd w systemie pucharowym (w sezonie 2005/06 w ćwierćfinałach i półfinałach rozgrywano mecz i rewanż, natomiast w sezonie 2006/07 pojedynczy mecz wyłaniał zwycięzcę na każdym etapie fazy pucharowej).
W sezonach 2007/08 rozgrywki nie doszły do skutku z powodów finansowych, zaś sezon później (2008/09) nie udało sprzedać się praw do transmisji telewizyjnej.

## Sezony

### Sezon 2004/2005
Pierwsza runda

Grupa A:

1. Vålerenga Fotball  Norwegia 16 pkt - awans

2. Rosenborg BK  Norwegia 10 pkt - awans

3. Esbjerg fB  Dania 7 pkt

4. Djurgårdens IF  Szwecja 1 pkt

Grupa B:

1. FC København  Dania 14 pkt - awans

2. IFK Göteborg  Szwecja 10 pkt - awans

3. Brøndby IF  Dania 7 pkt

4. Tromsø IL  Norwegia 2 pkt

Grupa C:

1. Malmö FF  Szwecja 12 pkt - awans

2. SK Brann  Norwegia 10 pkt - awans

3. Halmstads BK  Szwecja 8 pkt

4. Odense BK  Dania 4 pkt

Druga runda

Grupa 1:

1. FC København  Dania 7 pkt - awans do finału

2. Malmö FF  Szwecja 6 pkt

3. Rosenborg BK  Norwegia 4 pkt

Grupa 2:

1. IFK Göteborg  Szwecja 10 pkt - awans do finału

2. Vålerenga Fotball  Norwegia 5 pkt

3. SK Brann  Norwegia 1 pkt

Finał
FC København : IFK Göteborg - 1:1 k. 11:10

### Sezon 2005/2006
Pierwsza runda

Grupa 1:

1. Vålerenga Fotball  Norwegia

2. IK Start  Norwegia

3. Midtjylland Herning  Dania

4. Hammarby IF  Szwecja

Grupa 2:

1. Brøndby IF  Dania

2. FC København  Dania

3. Kalmar FF  Szwecja

4. Lillestrøm SK  Norwegia

Grupa 3:

1. Djurgårdens IF  Szwecja

2. IFK Göteborg  Szwecja

3. Lyn Fotball  Norwegia

4. Aalborg BK  Dania

Finał
FC København : Lillestrøm SK - 1:0

### Sezon 2006/2007
Pierwsza runda

Grupa 1:

1. Odense BK  Dania

2. SK Brann  Norwegia

3. Helsingborgs IF  Szwecja

4. Rosenborg BK  Norwegia

Grupa 2:

1. Lillestrøm SK  Norwegia

2. Brøndby IF  Dania

3. FC København  Dania

4. Hammarby IF  Szwecja

Grupa 3:

1. Vålerenga Fotball  Norwegia

2. IF Elfsborg  Szwecja

3. AIK Fotboll  Szwecja

4. Viborg FF  Dania

Finał
Brøndby IF : FC København - 1:0